# 2009年摩爾多瓦抗議活動
2009年摩爾多瓦抗議活動開始於2009年4月7日，在摩爾多瓦主要城市（包括伯爾茲和首都基希涅夫）爆發，當時2009年摩爾多瓦議會選舉結果尚未揭曉。示威者聲稱摩爾多瓦共和國共產黨人黨（PCRM）選舉贏得多數席位為欺詐行為，要求重新計票，重新舉行選舉，或政府下台。類似的示威活動在其他城市爆發，伯爾茲有超過7000人抗議。示威者組織使用社交網絡推特聯繫，因此這次示威又被稱為“推特革命”，基希涅夫的抗議者人數最终達到了30000人。
在4月7日之後活动發展為一場內亂，示威者襲擊議會和總統府，打破窗戶，縱火焚燒家具並偷竊財物。